# Планерна (станція метро)
«Пла́нерна» (рос. Планерная, первісно Планёрная) — кінцева станція Тагансько-Краснопресненської лінії Московського метрополітену. Наступна станція на лінії «Сходненська». Розташована на території району «Північне Тушино» міста Москви.
Станція відкрита 30 грудня 1975 у складі черги «Октябрське поле» — «Планерна», як заключна частина північного розширення Краснопресненського радіусу. Названа за розташованою поруч Планерною вулицею.
Станція була найпівнічнішою у Московському метрополітені до відкриття «Медведково» в 1978 році.

## Вестибюлі
Вихід у місто здійснюється через два наземні вестибюлі на вулиці Планерну і Віліса Лациса.

## Технічна характеристика
Конструкція станції — колонна трипрогінна мілкого закладення (глибина закладення — 6 метрів). На станції два ряди колон по 26 штук із кроком 6,5 м. 

## Оздоблення
Колони на станції оздоблені білим мармуром «коєлга». Підлога викладена сірим гранітом. Колійні стіни прикрашені геометричним орнаментом, з мармуру білого, сіро-синього і жовтого відтінків, на стінах кабельних шаф знаходяться декоративні панно з кованого алюмінію.

## Колійний розвиток

Схема колійного розвитку станції «Планерна»

Станція з колійним розвитком — 6 стрілочних переводів, перехресний з'їзд, 2 станційні колії для обороту та відстою рухомого складу, що переходять у двоколійну ССГ до електродепо ТЧ-6 «Планерне», і 2 колії для відстою рухомого складу.

## Пересадки
- Автобуси: 43, 88, 96, 102, 173, 252, 267, 268, 268к, 368, 488, 678, 817, 865, 896, 959, Т; 
  - обласні: А 154к, 383, 434, 469, 472, 484, 946, 948, 971к, 980, 981, 982,;
- Тролейбуси: 202, 203